# 狄青墓
狄青墓，位于山西省吕梁市汾阳市城北十里刘村村东，是中华人民共和国山西省文物保护单位之一。
1996年1月12日，授予山西省文物保护单位，是一座古墓葬。